# Stadelschwarzach
Stadelschwarzach ist ein Stadtteil von Prichsenstadt im unterfränkischen Landkreis Kitzingen.

## Geografische Lage
Das Pfarrdorf Stadelschwarzach liegt im Norden des Prichsenstadter Gemeindegebietes. Nördlicher befindet sich nur noch Järkendorf. Im Nordosten liegt Neuses am Sand, im Osten beginnt der Landkreis Schweinfurt. Den Südosten nimmt Prichsenstadt ein, im Süden befindet sich Laub. Mit dem Ortsteil Eichfeld beginnt im Nordwesten das Gemeindegebiet der Stadt Volkach.
Nächste größere Städte sind Schweinfurt in einer Entfernung von etwa 25 Kilometern und Volkach mit ungefähr 8 Kilometern.
Naturräumlich ist Stadelschwarzach und seine Gemarkung Teil des sogenannten Steigerwaldvorlandes von Neuses. Charakteristisch für diesen Teil des Iphofen-Gerolzhofener Steigerwaldvorlandes ist das hügelige Erscheinungsbild mit den schmalen Flusstälern kleiner Bäche. Durch Stadelschwarzach fließen mehrere Flüsse z. B. die Schwarzach, der Schönbach, der Solbach, der Altbach und der Sadelsbach im Süden der Gemarkung.

## Geschichte
Der Ort wurde im 8. Jahrhundert im Zuge der Fränkischen Landnahme gegründet. Erstmals erwähnt wurde Stadelschwarzach im Jahr 918, damals hieß das Dorf „Stadelon“, als er dem Benediktinerkloster in Münsterschwarzach geschenkt wurde. Während des Mittelalters herrschte kurze Zeit das Grafengeschlecht von Castell über das Dorf, bevor es 1306 endgültig dem Kloster zugesprochen wurde. In Stadelschwarzach lagerten die Weinvorräte des Klosters. Mit der Säkularisation endete 1803 die Herrschaft Schwarzachs.
Im 20. Jahrhundert, 1964, erhielt Stadelschwarzach eine eigene Pfarrei. 1972 kam der Ort zur Großgemeinde Prichsenstadt. Das Dorf war am 23. September 2018 stark vom Sturmtief Fabienne betroffen. Der Sturm riss unter anderem den Echterhelm der Bartholomäuskirche ab, die Stromversorgung war zeitweise unterbrochen.

## Kultur und Sehenswürdigkeiten

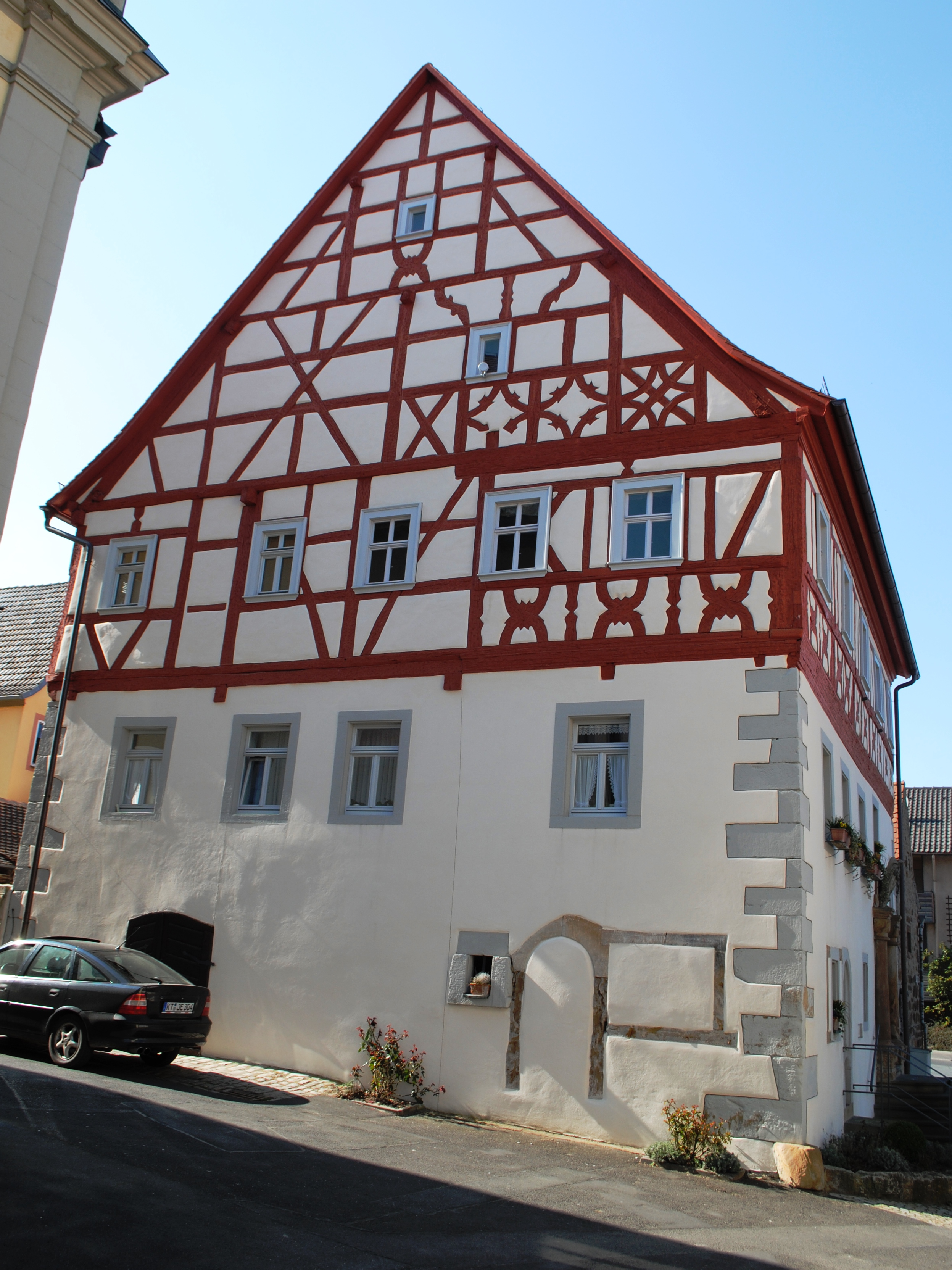
Das ehemalige Rathaus des Ortes

### Baudenkmäler
Die katholische Pfarrkirche ist dem heiligen Bartholomäus geweiht. Das älteste Element, der spätgotische Turm, stammt von der Wende vom 15. zum 16. Jahrhundert und ist mit dem sogenannten Echterhelm ausgestattet. Im Jahr 1804 ergänzte man Langhaus und Chor, diese Bauteile entsprechen dem Klassizismus. In der zweiten Hälfte des 20. Jahrhunderts erneuerte man die Ausstattung umfassend, älteste Stücke stammen aus dem 18. Jahrhundert.
Das Rathaus neben der Kirche entstand im Jahr 1605. Es schließt oben mit einem Fachwerkgeschoss ab. Ein Renaissanceportal bildet den Eingang, eine Wappenkartusche mit dem Zeichen des Münsterschwarzacher Abtes Dominicus Otto wurde im 18. Jahrhundert ergänzt. Um die Kirche haben sich mehrere Gaden erhalten, die ehemals eine Kirchenburg bildeten.
Das ehemalige Amtshaus des Klosters im Ort stammt aus dem Jahr 1593 und ist mit dem Wappen des Abtes Johannes IV. Burckhardt verziert. Ein Barockportal trägt ein weiteres Wappen. Im Ort und in der Gemarkung befinden sich mehrere Kleindenkmäler, vor allem Bildstöcke. Westlich des Ortskerns steht eine kleine Kriegergedächtniskapelle.

### Sagen
Vor vielen Jahren lebte ein unverheirateter Mann in Stadelschwarzach. Er versuchte sein geringes Einkommen durch Wildern in den Wäldern der Umgebung aufzubessern. Eines Nachts wurde er von einem Förster auf frischer Tat ertappt. Er floh und der Förster schoss mit seinem Gewehr auf den Flüchtenden. Er traf den Wilderer mitten ins Herz. Die Dorfbewohner hackten am Schmiedsweg, wo der Wilderer starb, den Boden in Kreuzesform auf. Dies wird noch heute beim jährlichen Flurumgang so praktiziert.

## Wirtschaft und Infrastruktur

### Verkehr

#### Straßenverkehr
Stadelschwarzach liegt heute an der Bundesstraße 22, die den Ort von Südwesten nach Nordosten durchquert. Daneben endet die Kreisstraße KT 38 von Järkendorf kommend im Ort. Sie wird folgerichtig im Dorf Järkendorfer Straße genannt.

#### Bahnstrecke Kitzingen-Schweinfurt
Mit dem ausgehenden 19. Jahrhundert erhielt Stadelschwarzach einen Anschluss an das bayernweite Eisenbahnnetz. 1893 wurde der Abschnitt Kitzingen-Gerolzhofen der sogenannten Steigerwaldbahn (auch Untere Steigerwaldbahn) fertiggestellt, Stadelschwarzach wurde mit einem Haltepunkt ausgestattet. Die Nebenbahn verband ab 1903 Kitzingen mit dem Schweinfurter Hauptbahnhof und war damit eine der längeren Nebenstrecken in Deutschland. 
Seit den 1980er Jahren begann man den Verkehr auf der Strecke zu reduzieren. 1981 fuhren zwischen Gerolzhofen und Kitzingen nur noch Personenbusse, der Güterverkehr wurde Mitte 2006 aufgegeben. Seit längerer Zeit gibt es Initiativen zur Reaktivierung des Personenverkehrs auf der stillgelegten Strecke. Anfang 2019 entbrannte ein heftiger, bis heute andauernder Streit über die Ausgestaltung der Wiederinbetriebnahme, der zum Politikum wurde.

### Bildung
Stadelschwarzach liegt heute im Sprengel der Grundschule im Hauptort Prichsenstadt. Ab der 5. Klasse besuchen die Kinder die Nikolaus-Fey-Mittelschule in Wiesentheid. Weiterführende Schulen können mit der Mädchenrealschule in Volkach und mit der Realschule in Dettelbach besucht werden. Gymnasien gibt es in Münsterschwarzach (Egbert-Gymnasium), Volkach-Gaibach (Franken-Landschulheim Schloss Gaibach), Wiesentheid (Steigerwald-Landschulheim) und Kitzingen (Armin-Knab-Gymnasium).

## Persönlichkeiten
- Laurentius Marquard (1671–?), Professor in Würzburg, juristischer Schriftsteller
- Matthäus Söder (geboren als Johann Lorenz, 1708–1768), Zisterzienser im Kloster Schönthal, Prior, Professor der Moraltheologie[9]
- Volker Honemann (1943–2017), Historiker